# ゆきんこ・りえしょんのいちごまみれだよ〜
『ゆきんこ・りえしょんのいちごまみれだよ〜』は、2014年4月4日から2019年9月28日までラジオ関西のアニたまどっとコム枠ほかで放送されていたラジオ番組。パーソナリティは声優の五十嵐裕美と村川梨衣。

## 概要
“ゆきんこ”こと五十嵐裕美と、“りえしょん”こと村川梨衣がお送りする人気女性声優2人の自由なトークプログラム。
Twitterでの番組推奨ハッシュタグは「#いちごまみれ」。

### パーソナリティ
- 五十嵐裕美（愛称：ゆきんこ）
  - キャッチフレーズ

「私の心は氷点下○○℃[3]、私の心は誰にも溶かせない。」（村川「よっ! でも人間の温かみ!」）「ゆきんここと五十嵐裕美です。」[4]
- 村川梨衣（愛称：りえしょん）
  - キャッチフレーズ

「あなたのハートにリエ☆マジック〜! りえしょんこと村川梨衣です[5]。」

## 放送日時・配信日時
| 放送対象地域 | 放送局                                    | 放送時間               | 放送期間                      | 備考   |
| ------------ | ----------------------------------------- | ---------------------- | ----------------------------- | ------ |
| 兵庫県       | ラジオ関西（CRK）                         | 毎週金曜 25:30 - 26:00 | 2014年4月4日 - 2015年3月27日  | 制作局 |
| 兵庫県       | ラジオ関西（CRK）                         | 毎週木曜 23:30 - 24:00 | 2015年4月2日 - 2019年3月28日  | 〃     |
| 兵庫県       | ラジオ関西（CRK）                         | 毎週土曜 22:00 - 22:30 | 2019年4月6日 - 2019年9月28日  | 〃     |
| 茨城県       | 茨城放送（IBS）                           | 毎週土曜 22:30 - 23:00 | 2018年10月6日 - 2019年9月28日 |        |
| 栃木県       | 栃木放送（CRT）                           | 毎週土曜 23:00 - 23:30 | 2018年10月6日 - 2019年9月28日 |        |
| 配信対象地域 | 配信サイト                                | 配信時間               | 配信期間                      | 備考   |
| 日本全域     | アニたまどっとコム別冊ラジ関              | 毎週翌月曜 更新        | 2014年4月7日 - 2017年10月30日 |        |
| 日本全域     | ニコニコ動画 アニたまどっとコムチャンネル | 毎週翌月曜 更新        | 2017年10月30日 - 2019年4月1日 |        |
| 日本全域     | ニコニコ動画 アニたまどっとコムチャンネル | 毎週翌日曜 正午更新    | 2019年4月7日 - 2019年9月29日  |        |

## コーナー
ふつおた（第1回 - ）
普通のお便りや番組の感想などを紹介する。
怪盗ゆきんこと名探偵りえしょん（第2回 - ）
「怪盗ゆきんこ」に扮した五十嵐と「名探偵りえしょん」に扮した村川による対決コーナー。詳しくは「怪盗ゆきんこと名探偵りえしょん」の項目を参照。
ゆきんこさん、ごめんね（第59回 - ）
「ゆきんこさん、○○○○」の後半部分のセリフ（コーナー名のような、五十嵐がにやにやしてしまいそうなセリフ）をリスナーから募集するコーナー。募集したセリフを村川が囁き、聞いている五十嵐は平常心を保たなければならない。五十嵐の平常心が崩れたと番組スタッフが判断した場合、1回目は「1にやにや（イエローカード）」として警告され、2回目は「2にやにや（レッドカード）」となりコーナーが即終了となる。
いちごまみれ出来事クイズ（第99回 - ）
公開録音1箱めよりスタートした、過去放送回の出来事についてクイズ形式にしたものをリスナーから募集し、五十嵐と村川が答えていくコーナー。以前の放送内容をあまり覚えていないからこそ、新鮮な気持ちで番組の面白さを再確認できるため、特に村川のお気に入りである。元は不定期のプチコーナーであったが、公開録音2箱め（第151回）あたりから行う頻度が高くなり、遂にはMカード特別編にてコーナーとして紹介された。
でぶ裕美（第110回 - ）
いつかはデブキャラを演じてみたいと思う五十嵐が、リスナーから募集した「おデブクイズ」に挑戦し、太った人の気持ちを理解してデブキャラを極めていこうとするコーナー。2016年9月22日放送の第130回OPにて、前回の予告（「ゆきんこさんの様子が！？何が起こったの！？」）を受けた五十嵐が、「私の心はレアのステーキ。私の心は誰も火を通せない」という口上と共に登場、見事にデブキャラの「でぶ裕美（でぶ美）」を演じきった。結果、その喋り方やキャラクターを非常に気に入った村川の希望もあり、このコーナー内を中心にでぶ裕美が番組に出演するようになった。キャラが確立したこともあり、第135回放送からコーナー内ででぶ裕美宛てのふつおたも紹介するようになり、ラジオCD番外編2パックめにはゲストとして登場した。
ゆきんこ検定（第183回 - ）
「ゆきんこさんママは京都出身」など（第178回放送より）、放送4年目にして新たな情報が沢山出てくる五十嵐。そんな五十嵐に関する問題に村川が挑んでいくコーナー。その時によって内容が変わるかもしれないので、答えやソースとなる情報は不要であり、リスナーからは問題のみを募集している。
教えて！いちごのお姉さん（第212回 - ）
世の中のちょっとわからないことに、いちごのお姉さんたちが答えてくれる不定期コーナー。「夜に口笛を吹くとオバケが出ると言われますが、どういうシステムなんですか？」や、「どうして食べてすぐ寝ると牛になるんですか？」といったライトなものしかお姉さんたちは答えられない。もともとは第210回の放送で五十嵐が、「たまには癒し系声優ラジオに挑戦してみたくなる」と言ったことを受け、「お悩み相談コーナーを1ヶ月限定でやってみよう」といった流れから始まり、第220回から正式なコーナーとなった。

### 終了したコーナー
おしえて♪萌え萌えテンプレート（第1回 - 第52回）
萌えというものをよくわかっていないパーソナリティ2人が萌えを追求する。様々なシチュエーションにどう答えるかというお題と、それについての萌えるテンプレートな正解をリスナーから送ってもらう。パーソナリティ2人がお題に答えつつ、リスナーから萌えを勉強しようというコーナー。番外編コーナーとして、リスナーの実体験の萌えエピソードを語る「リアル萌えテン」が、第20回・第22回放送で行われた。
そうだ、健康になろう
自称「ものすごく不健康な女」の五十嵐を健康にするためにリスナーから健康情報を募集するコーナー。番組公式サイトに当コーナー名が記載されているが番組内において放送されたことは無い。五十嵐が出演したニコニコ生放送『声優ラジオを語る時間トライスター』にて、当コーナーは常に番組台本に記載されているのだが尺の都合により日の目を見ず終いであることを明かした。第56回放送での五十嵐の発言により、当コーナー自体無かったことにされた。
よいこ ゆきんこ りえしょん（第57回 - 第123回）
いろいろなシチュエーションにおいての、「よいこ（善良な一般人）」「ゆきんこ（五十嵐）」「りえしょん（村川）」それぞれ3人の対応をリスナーから募集して発表するコーナー。第142回放送での五十嵐とりえしょんロボ（スタッフからの代弁）との話のやりとりにより、当コーナーが自然消滅した。

## 怪盗ゆきんこと名探偵りえしょん
「怪盗ゆきんこ」に扮した五十嵐と「名探偵りえしょん」に扮した村川による、5つのお宝を巡った対決コーナー。怪盗ゆきんこが勝った場合は名探偵りえしょんが守っているお宝を奪取、名探偵りえしょん勝った場合は怪盗ゆきんこからお宝を守ることが出来る。第二回放送からずっと続いている長寿コーナー。2017年冬、第二弾の番組グッズにて初めてビジュアル化された。

### 登場人物
登場人物
- 怪盗ゆきんこ
2014年4月11日生まれ。巷を騒がす怪盗。容赦なく名探偵の家のガラスを壊す。名探偵とは生き別れの兄弟なのでは、という噂も。第四章からは改心して、普通の幸せを求める女の子にキャラ変。

- 名探偵りえしょん
2014年4月11日生まれ。第二章までは市民たちを守る善良な探偵であった。しかし、第三章からはお宝を独り占めしようとする悪の人格が現れ、二重面相となる。
  - 白探偵

別称：正義の名探偵、光探偵、清い方の名探偵など。市民のために怪盗からお宝と街を守ることが目的。黒探偵の存在は認識できておらず、一方的に操られている模様。
  - 黒探偵

別称：悪徳探偵、裏の名探偵など。お宝を独り占めしようとしているが、他にも何か目的がある模様。白探偵の人格もコントロールできる。「お宝を取り返せないシステムに介入しなければ・・・」という発言をするなど、多くのことが謎に包まれている。
- エドワードソン
第19回に名探偵の助手として登場。優秀なので長期出張中。
- ワトション
第21回に名探偵の助手として登場。5歳。

### 各章のお話
第1章（第2回 - 第15回 ）
名探偵が怪盗にクイズを出題し、正解されると怪盗にお宝を奪われてしまう。第15回放送にて怪盗がお宝を全部奪ったため終了。
第2章（第17回 - 第47回 ）
お宝を全部盗みきり自宅待機している怪盗の元に、名探偵がお宝を賭けた勝負を仕掛けに行く。第23回からはなぞなぞ、かけっこ（二回雨天中止）などの対決コーナーになった。第47回放送にて名探偵がお宝を全部取り戻したため終了。
第3章（第49回 - 第141回 ）
お宝をすべて自分の手に取り戻した名探偵の心に、今までなかった悪の心が芽生え、もう一つの人格が現れてしまう。お宝を独り占めしようとする探偵と怪盗は対決を繰り返す。第141回放送にて怪盗がお宝を全て奪い、1年9ヶ月に渡る戦いに幕が降ろされた。
第132回放送で、誕生日ごとに違うという花個紋の話題が出た際に「コーナーが始まった日が怪盗たちの誕生日なら、二人は生き別れの兄弟なのでは？」という説が生まれた。さらに、ラジオCD番外編 2パックめにて「（生き別れの兄弟なら）白探偵を救えるのは怪盗だけなのかもしれない」という話になり、物語がより深いものになった。
第4章（第148回 -  ）
怪盗は戦う内に改心し、お宝を国に返して普通の幸せな女の子になろうとする。しかし、「怪盗を仲間にした方が効率が良い」と考えた黒探偵から、「対決で5勝したら仲間になってもらう」という条件を突きつけられる。勝負からは逃げられない性分につけこまれ、怪盗はまたしても探偵と戦うことに。

### 前回までのあらすじ
- 165回、「 ニューシングル発売記念 Tiny 対決」が行なわれた。「Tiny」が持つ「とても小さい」という意味にかけて、ロボの音声を小さく流して先に聞き取った方が勝ちという内容であった。名探偵が勝利したが、もはや久しぶりすぎて「私は怪盗を仲間にして何がしたいんだ？」という疑問が生まれてしまった。

- 第177回、平和すぎて資格でも取ろうと思っていた怪盗だが、名探偵から「アイスの値段当て対決」を挑まれる。名探偵の勝利に終わったが、「お宝って今どこにあるの？」という、またしても大きな疑問が生まれてしまった。

- 第186回、ラジオ関西まつり公開録音にて対決。ほとんどジャンケン対決となった「二択クイズ」は名探偵の勝ち、「お客さんアンケート対決」では怪盗が勝利した。しかし、ラジオ関西祭りなのでお宝云々は関係ないエキシビションと相なった。現在、名探偵の2勝2敗。

## りえしょんロボ

### 概要
ラジオ内での村川の発言を取り込み、収録した語をオペレーター（番組ディレクター）の操作によって発声させる音声装置。第16回放送にてリスナーにより提案され、村川が「わー」「いやいやいや」「なんでですかー」「ぱぴぷぺぽ」のセリフを収録。2014年8月8日放送の第19回にて初登場し、収録したセリフを披露した。その後は村川の発言を勝手に取り込むようになり（ラーニング）、表現語彙が豊かになった。
第25回放送のジングルは、音声加工されたりえしょんロボの掛け声が使用された。
第29回放送からじゃんけん機能が搭載され、リスナーとじゃんけん勝負をする番組末尾コーナー「今週のりえしょんじゃんけん」が不定期で行われている。第81回放送の「今週のりえしょんじゃんけん」から、じゃんけん勝負の後にあっち向いてホイ勝負をする機能も搭載された。
第34回放送より、りえしょんロボ宛てのリスナーメールを紹介するコーナーがスタートした。
2014年12月3日に発売された雑誌「声優ラジオの時間 アンコール」にて、五十嵐・村川らの手によって製作されたりえしょんロボの実物像が公開された。番組公式サイトの写真館にも実物画像が掲載されている（第36回）。この実物像は現在、番組サイドの手から離れているという。
2016年9月1日に発売されたラジオCD 5カゴめより、パーソナリティ欄にりえしょんロボの名前が記載された。

### りえしょんロボ語録
#あ行　#か行　#さ行　#た行　#な行　#は行　#ま行　#や行　#ら行　#わ行
| セリフ | 収録回              | 登場回                                     | 補足                                        |
| あ行 | あ行                | あ行                                       | あ行                                        |
| --- | ------------------- | ------------------------------------------ | ------------------------------------------- |
| あ～… | 138                 | 159                                        | 相づち                                      |
| あぁ、勝った！ | 67                  | ラジオCD 3カゴめ                           | 予想外にも勝利してしまった                  |
| あぁ、そういう事か。えぇっ？すごーい！                                                                                       | 118                 | 121                                        |                                             |
| あー そっかぁ～ | 19                  | 28                                         | テンションが低い相づち                      |
| あぁ、そっか…。 | 124                 | 126                                        |                                             |
| あぁ…ちょっと早くお昼食べて研究室戻らなきゃっ！                                                                              | 112                 | 115                                        |                                             |
| あ～たのハートに～ | 28                  | 34                                         | 残念な子風                                  |
| あっ！？ | 72                  | 75                                         | 威嚇                                        |
| あっ！いいじゃん！ | 113                 | 121                                        |                                             |
| あっ、パーマン じゃない？ | 146                 | 148                                        |                                             |
| あなたのハートに～ |                     | 43                                         | キャッチフレーズ                            |
| あなたもあなたよ？ | 185                 | 187                                        |                                             |
| あのね あのね | 19                  | 21                                         | 無邪気な呼びかけ                            |
| あらまぁ！ | 125                 | 127                                        |                                             |
| ありがとう～ | 82                  | 85                                         | 感謝の意                                    |
| ありがとう！ | 91                  | 95                                         | 感謝の意                                    |
| あれ？ハッ！？ハッ！ | 69                  | 72                                         | 何かに気づく                                |
| いいじゃん！別に好きだから言ったんだもん！                                                                                   | 72                  | 80                                         | 駄々                                        |
| いいなぁ… | 72                  | 87                                         | 羨望                                        |
| いいの！いいの！！ | 119                 | 124                                        | 駄々                                        |
| いいよー！ |                     | 22                                         | 同意（子供っぽく）                          |
| いいんです！ | 36                  | 39                                         | 自信満々                                    |
| いいんです いいんですよー | 24                  | 26                                         | 謙遜（嬉しそうに）                          |
| 以上！！ | 148                 | 150                                        |                                             |
| 頂きま～す | 98                  | 114（公開録音1箱めで初披露）               |                                             |
| 1位は当然コーラ | 154                 | 164                                        |                                             |
| イチゴ！ | 124                 | 127                                        | ちょっとカタコト                            |
| イチゴかき氷～ | 124                 | 127                                        |                                             |
| イチゴシロップ | 124                 | 127                                        |                                             |
| イチゴの～お世話をしながら聞いてます。                                                                                       | 124                 | 127                                        |                                             |
| いちごまみれいちごまみれいちいちいちごまみれだよ～                                                                           |                     | 25                                         | ジングル音                                  |
| 犬 | 106                 | 111                                        |                                             |
| 今までのその経験値あるやん                                                                                                   | 228                 | 232                                        |                                             |
| いやいやいや | 16                  | 19                                         | 半笑いで否定                                |
| いや、それは違います。 | 162                 | 166                                        | 否定                                        |
| いや、出来ないわ！ | 36                  | 48                                         | 完全否定                                    |
| いや、でも確かに。そうだよな～                                                                                               | 72                  | ラジオCD 3カゴめ                           | 同意                                        |
| いやもうほんとにちょっともう抜かりなきようにお願いしますよ～                                                                 | 228                 | 232                                        |                                             |
| うー…うなぎ | 49                  | 54                                         |                                             |
| ウソでしょ？ | 146                 | 148                                        |                                             |
| う～そ～！？知らなかった！イッターイ！                                                                                       | 69                  | 72                                         | 椅子の肘掛けと机で指を挟んだ                |
| 嬉しい。 | 106                 | 108                                        |                                             |
| 嬉しい～ | 113                 | 114                                        |                                             |
| うーん… 内緒 | 19                  | 21                                         | 秘匿（イタズラっぽく）                      |
| うん | 33                  | 36                                         | 元気な返事                                  |
| うん。いーよー。 | 75                  | 85                                         | 軽い返答                                    |
| うんうん… |                     | 22                                         | 親身                                        |
| え！？ | 94                  | 95                                         | 慌てている                                  |
| えっ？… | 69                  | 72                                         | 急なフリに対して                            |
| えー、今の無し無し | 50                  | 52                                         | キャンセル                                  |
| えー？いや、無い無い無い無～い！                                                                                             | 26                  | 32                                         | またまたご冗談を                            |
| えー？嬉しいな！えへへへへ…                                                                                                  | 52                  | 58                                         | 照れ                                        |
| え？え？え？ | 49                  | 51                                         | ちょっと何言っているのか分からない          |
| えーー! えーー! | 19                  | 22                                         | 驚愕                                        |
| えっ？ お金くれるの？ | 125                 | 126                                        |                                             |
| えっ！？ ジャッキーも？ | 185                 | 188                                        |                                             |
| えっ？ちょっと待って！りえしょん！りえしょんが、りえしょんに、                                                               | 49                  | 53                                         | 混乱                                        |
| えっ？トイ・ストーリーと一緒じゃん！                                                                                         | 78                  | 89                                         |                                             |
| えっとぉ･･あらっ？”妖狐”は？？                                                                                               | 158                 | 189                                        |                                             |
| えー！どうしよ！ | 39                  | 41                                         | さらに混乱                                  |
| えっ？どのやつ？どのやつー？                                                                                                 | 19                  | 21                                         | サーチ中                                    |
| えっ？ 仲間いないの？ | 146                 | 148                                        |                                             |
| えっ？何が？ | 138                 | 140                                        | 聴き逃し                                    |
| えっ･･もしかして？ | 173                 | 174                                        |                                             |
| えー？やだやだー？なんでー？                                                                                                 | 47                  | 48                                         | 駄々                                        |
| 偉いでしょ！ | 30                  | 39                                         | ドヤァ                                      |
| エンジェルビーム！ | 85                  | 89                                         |                                             |
| おいしい？ | 143                 | 146                                        |                                             |
| おーい！でぶ裕美～！ | 132                 | 144                                        |                                             |
| おーい！ナマケモノのひろみ～？                                                                                               | 129                 | 132                                        |                                             |
| お、同じ人！ | 66                  | 68                                         | りえしょんはりえしょん                      |
| おぉっ！やったぁ！ | 106                 | 108                                        |                                             |
| おかしいな、いつ言ったんだろう？                                                                                             | 41                  | 53                                         | オートラーニングに苦悩                      |
| おっけー |                     | 22                                         | 同意                                        |
| おでん！ | 208                 | 216                                        |                                             |
| お願い | 208                 | 216                                        |                                             |
| おはがきの宛先は郵便番号～                                                                                                   | 231                 | 234                                        |                                             |
| おはよ、おはよう、おはよう、あ、こんばん、お、こん...                                                                        | 57                  | 60                                         | 電波受信？                                  |
| 覚えておきなさい。その情報を！                                                                                               | 102                 | 107                                        |                                             |
| 覚えろっ！！ | 216                 | 221                                        |                                             |
| おや、まぁ！？ってなりましたよ                                                                                               | 68                  | ラジオCD 4カゴめ                           |                                             |
| 終わり！ | 109                 | 111                                        | コーナー締め                                |
| 終わりで～す | ラジオCD 7カゴ目    | 202                                        | コーナー締め                                |
| か行 |                     |                                            |                                             |
| カクレンジャー | 69                  | 72                                         | 好きな特撮ヒーロー                          |
| 夏侯惇 | 106                 | 111                                        | 三国志の武将                                |
| 加湿機能がついたやつが欲しい                                                                                                 | 47                  | 54                                         |                                             |
| がっ！ | 47                  | 48                                         | 逆説の強調                                  |
| がっ！！ | 145                 | 148                                        | 逆説の強調                                  |
| 蟹好き！ | 87                  | 89                                         |                                             |
| ガムシロップでも大丈夫だと思います。                                                                                         | 124                 | 127                                        |                                             |
| 考えよう？ | 140                 | 145                                        | 諭す                                        |
| 感情的になる前にまずは話す。                                                                                                 | 111                 | 113                                        |                                             |
| がんばろう？ | 48                  | 50                                         | 励まし                                      |
| 聞いてほしいな！ | 136                 | 153                                        | 153回ではうっかり加工前の音声を流した       |
| 聞こえてんぞぉ | 206                 | 208                                        |                                             |
| 気にしないでね～？ | 228                 | 231                                        |                                             |
| く～そぉ～！ | 31                  | 34                                         | 悔しい                                      |
| くっそぉー | 23                  | 24                                         | 悔しい                                      |
| 検索しなさいよー！ | 80                  | 82                                         |                                             |
| ごめんなさい | 30                  | 32                                         | 謝罪                                        |
| ごめんねぇ～ | 30                  | 32                                         | 反省したふり                                |
| こらー！ | 21                  | 22                                         | 叱咤（子供っぽく）                          |
| コラッ！何でそういう事言うんだ！！                                                                                           | 71                  | 95                                         | 激おこ                                      |
| これ好き～ | 105                 | 107                                        |                                             |
| これ･･でも、1400っていう～説もあるってことよね？                                                                             | 238                 | 249                                        |                                             |
| これちょっとムズない？ | 122                 | 124                                        |                                             |
| これは何のクイズなの？ | 145                 | 148                                        | 諭すように                                  |
| これはねーびっくりしたー凄かったわぁー                                                                                       | 105                 | 129                                        | 感想                                        |
| ゴレンジャー | 23                  | 26                                         | しりとりに使われた語句                      |
| 今週のりえしょんじゃんけーん                                                                                                 |                     | 29                                         | 番組末尾のじゃんけんコーナー                |
| こんな事言ったことないでしょう？                                                                                             | 125                 | 126                                        |                                             |
| こんにちはー | ラジオCD 5カゴめ    | 125                                        | 挨拶                                        |
| こんばんは！ | 36                  | ラジオCD 2カゴめ                           | 挨拶                                        |
| こんばんはだべー！ | 33                  | 49                                         | 挨拶                                        |
| さ行 |                     |                                            |                                             |
| さてこれは、何に対してりえしょんが言った言葉でしょうか？                                                                     | 173                 | Mカード特別編                              | クイズ                                      |
| 座右の銘にしよう、じゃあ。                                                                                                   | 106                 | 121                                        |                                             |
| じゃー、それ！ | 106                 | 113                                        | 適当                                        |
| じゃー、それで！ | 113                 | 114                                        | 妥協                                        |
| 18ですか？ | 206                 | 216                                        |                                             |
| ジュウレンジャー | 69                  | 72                                         | 好きな特撮ヒーロー                          |
| ジェット機 | 217                 | 221                                        |                                             |
| シンクロ～ | 103                 | 105                                        | 同時にタイミングが合う                      |
| シンクロ！ | 105                 | 107                                        | 同時にタイミングが合う                      |
| 好きー | 33                  | ラジオCD 1カゴめ                           | 告白（低音）                                |
| すごいじゃん。普通に会話できんじゃーん！                                                                                     | 146                 | 148                                        |                                             |
| せーの！ | 53                  | 143                                        |                                             |
| せーの あっち向いて～？ （右、左、上、下）                                                                                   |                     | 81                                         | あっち向いてホイ！の掛け声                  |
| せーの じゃんけん（ぐー、ちょき、ぱー）                                                                                      | 28                  | 29                                         | じゃんけんの掛け声                          |
| 背負い投げ、じゃぁ…ちょっと…見せて下さい。                                                                                   | 69                  | 72                                         |                                             |
| 背負い投げ、背負い投げ！ | 69                  | 72                                         |                                             |
| 絶対ダメ～～～！！もー | 159                 | 161                                        |                                             |
| 全然そんなの、全然そんなの、全然違いますけれども〜                                                                           | 68                  | 72                                         | 懇切丁寧な否定                              |
| 全然分かんないや… | 133                 | 137                                        |                                             |
| そういう事ですよ！ | 179                 | 180                                        |                                             |
| そう思います。 | 125                 | 129                                        |                                             |
| そう思うんだったらやめてくれよ～                                                                                             | 127                 | 175                                        | 呆れ                                        |
| そうだな。 | 111                 | 113                                        |                                             |
| そうなんだ？すご〜い！ | 72                  | ラジオCD 3カゴめ                           | （無）関心？                                |
| そうやって逃げ道を作るんじゃないよ！                                                                                         |                     | 65                                         | 説教                                        |
| それが、いちごまみれ･･んの魅力？                                                                                             | 145                 | 153（公開録音2箱めで初披露）               | わりと噛んでる                              |
| それな！ | 198                 | 199                                        | 同意                                        |
| それは、えー･･･”無し無し”とー。                                                                                              | 113                 | 117                                        |                                             |
| それは違うだろっ！！ | 69                  | 90                                         | 激しいツッコミ                              |
| そんな感じ | 103                 | 111                                        |                                             |
| そんな感じ～！ | 60                  | 75                                         |                                             |
| そんな事言わないでよー！ | 19                  | 21                                         | 言葉を選びなさい                            |
| そんな事ないですよー | 30                  | 32                                         | 照れ・謙遜                                  |
| そんな…他愛もない…日常の…お話でした…。                                                                                       | 68                  | 89                                         | 上手なまとめ方                              |
| た行 |                     |                                            |                                             |
| だーめですよー！ダメダメダメダメダメー ダメダメダメー 全然ダメー オッケー ヨーシ オッケーイ！                                | 36                  | 42                                         | ボツ                                        |
| 大丈夫！ | 19                  | 21                                         | 自信有り                                    |
| 大丈夫なんだから！ | 98                  | 105                                        | 心配ご無用                                  |
| タイム！タイム！タイム〜！                                                                                                   |                     | 85                                         |                                             |
| ただいま。 | 72                  | ラジオCD 3カゴめ                           | 帰宅                                        |
| 『ただいま電話に出る事ができません。ピーの合図の後にご用件とお名前をお願いしま～す』ピー！                                   | 75                  | 78                                         | 留守番電話                                  |
| だってトイ・ストーリーはウッディもバズも入ってないもーん                                                                     | 19                  | 21                                         | 題名にキャラ名が入ってない                  |
| 食べたかったなぁ… | 37                  | 38                                         | おあずけ                                    |
| ダメ | 161                 | 165                                        | 却下                                        |
| 玉子焼き ちょっと焦げちゃったけど 食べて欲しいな                                                                             | 19                  | 21                                         | 萌え                                        |
| 誰？ | 81                  | 85                                         | 記憶にない                                  |
| 違う違う違う！ | 47                  | 48                                         | 必死な否定                                  |
| 違う違う…違う違う… | 50                  | 54                                         | 諦めの否定                                  |
| ちまみれネームだとー！？ | 137                 | 139                                        |                                             |
| ちまみれは～ | 92                  | 93                                         | 挨拶                                        |
| ちゃんと新しいのラーニングしとるやん                                                                                         | 201                 | （公開録音3箱めで初披露）                  | 自己満足                                    |
| ちょっと頑張ってほしい… | 238                 | 241                                        |                                             |
| ちょっとねーあのー･･長いよ？                                                                                                 | 135                 | 139                                        | 番組収録上での初出はラジオCD番外編2パックめ |
| ちょっと待って？ | 233                 | 237                                        |                                             |
| ちょっともう一回言って？ | 125                 | 132                                        |                                             |
| ったくもー | 46                  | 54                                         | 本体のポンコツぶりに対して                  |
| っていうことはもう実質2択やで。もう                                                                                          | 155                 | 162                                        |                                             |
| 出鼻挫かれちゃったなー！ | 23                  | 26                                         | 出だしから躓いた                            |
| でも頑張りますから | 25                  | 26                                         | 前向き                                      |
| 電源･･電源が･･･ | 159                 | Mカード特別編                              | 電源が起動しなくなった                      |
| どういう事？？ | 208                 | 216                                        |                                             |
| どう思った？ | 102                 | 105                                        |                                             |
| 同時だ…！ | 138                 | 146                                        |                                             |
| どうする？ | 98                  | 109（公開録音1箱めで初披露）               |                                             |
| どうでしたか皆さん | 96                  | 101（公開録音1箱めで初披露）               | 得意げ                                      |
| どうですか！ | 106                 | 117                                        | 達成感                                      |
| ドキドキの風！ | 136                 | 139                                        | 村川梨衣 2ndシングル                        |
| 特撮少女 | 142                 | 146                                        |                                             |
| どっち？ | 228                 | 235                                        |                                             |
| な行 |                     |                                            |                                             |
| なーーーい | 135                 | 137                                        | 特になし                                    |
| なぁにぃ？ | 19                  | 21                                         | 聞こえていない（？）                        |
| 仲間割れはよそう！？ | 180                 | ラジオCD 7カゴめ                           |                                             |
| 何かある？ | 217                 | 221                                        |                                             |
| 何よ～ | 146                 | 148                                        |                                             |
| なわけないだろ | 127                 | 129                                        | 強い否定                                    |
| なんかあるってー | 159                 | 161                                        | 思い出せない                                |
| なんかゲームとかやる？ | 125                 | 129                                        |                                             |
| なんでおのれが～！ | 228                 | 232                                        |                                             |
| なんでですかー？ | 16                  | 24                                         | ツッコミ                                    |
| なんで？なんでよー？ | 19                  | ラジオCD 5カゴめ                           |                                             |
| なんなのよ？ | 105                 | 107                                        |                                             |
| なんやねん！ | 51                  | 54                                         | おこ                                        |
| ニアミスーー！ | 139                 | 146                                        | 惜しい                                      |
| にぃ～～～！ | 51                  | 54                                         | ゆきんこじゃんけん                          |
| 2位はなんでしょうか？ | 154                 | 164                                        |                                             |
| ぬ。 | 56                  | 59                                         | 否定                                        |
| 「ぬ」です。 | 56                  | 59                                         | 否定の断定                                  |
| 「ぬ」でーす。 | 137                 | 142                                        | 番組収録上での初出はラジオCD番外編2パックめ |
| は行 |                     |                                            |                                             |
| はぁー… |                     | 23                                         | テンション低い相づち                        |
| パーマンは？ | 146                 | 148                                        | わんわんは？に聞こえる                      |
| はーい！りえしょんでーす！                                                                                                   | 21                  | 22                                         | りえしょんロボ登場挨拶                      |
| はい、「ぬ」でーす。 | 178                 | 番外編 3パックめ                           | ボツ                                        |
| ばいば～い！ |                     | 29                                         | 番組末尾のじゃんけんコーナーの挨拶          |
| ハイビスカスは！？ | 98                  | 100（公開録音1箱めで初披露）               | 提案                                        |
| ハイビスカスは綺麗ですよ！                                                                                                   | 101                 | 105                                        |                                             |
| はい、4、4、4、っとー。はいー4！                                                                                             | 86                  | 105（公開録音1箱めで初披露）               |                                             |
| バカかっ… | 228                 | 229                                        |                                             |
| 発売中～！ | 129                 | 139                                        |                                             |
| はひふへほ～ | 36                  | 39                                         | ばいきんまんのマネ                          |
| ぱぴぷぺぽ！ | 16                  | 21                                         | ごまかす                                    |
| びっくりしたなぁ～ | 159                 | 173                                        | 驚き                                        |
| びっくりしちゃうなぁ～ | 68                  | 72                                         | 驚き                                        |
| ぴっぴるぷっぷぷぷ ぴっぷるぷぷぷ ぴっぷるぷぷぷ ちゃっちゃらちゃちゃちゃちゃーん やったやったー！ 勝った勝ったー！          | 28                  | 29                                         | じゃんけん勝利                              |
| 独り言！ |                     | 75                                         |                                             |
| ぶぅぶぅぶぅぶぅ | 19                  | 21                                         | 納得いかない                                |
| プププー | 30                  | 32                                         | からかい                                    |
| ふぇっ！ | 66                  | 68                                         | 冷たい反応                                  |
| ふほはへふ～ | 46                  | 47                                         | 緊張して上手く笑えない                      |
| へぇぇええぇぇ～ | 21                  | 23                                         | カラ返答                                    |
| へぇー… | 87                  | ラジオCD 4カゴめ                           | 聞き流し                                    |
| へーへーへ！へーへーへーへーへーへーへー！                                                                                   | 30                  | 32                                         | 有頂天                                      |
| へー！それは偉大だねぇ | 158                 | 161                                        | 感嘆                                        |
| ポテチぃ | 123                 | 126                                        |                                             |
| ま行 |                     |                                            |                                             |
| マイナス100点 | 159                 | 223                                        |                                             |
| ま、そうね～ | 138                 | 143                                        |                                             |
| 負けたぁああー！！ | 28                  | 30                                         | じゃんけん敗北                              |
| 巻き巻き | 25                  | 26                                         | 進行早めで                                  |
| 真似するなー！ | 32                  | 34                                         | 反発                                        |
| 皆さんおはよーございまーす                                                                                                   | ラジオCD 5カゴめ    | 123                                        | 大御所の楽屋入り風                          |
| 皆さ～ん、こんばんは～！ | 53                  | 142                                        | 次の語とラーニング元は同じ                  |
| 皆さ～ん、こんばんは～！せーの！あなたのハートに～リエ☆～マジック～！ぴろりろり～ん☆は～い！りえしょんこと、村川梨衣で～す！ | 53                  | 235                                        | 自己紹介フルバージョン                      |
| みんな！来てね？ | 89                  | 95                                         |                                             |
| めっちゃ怖ない？ | 112                 | 115                                        |                                             |
| メモメモ…メモメモ… | 87                  | 89                                         |                                             |
| もうありがたいですよ！ |                     | 201                                        |                                             |
| もう食べられないよー！ | 19                  | 21                                         | 満腹                                        |
| や行 |                     |                                            |                                             |
| やばない？ | 112                 | 115                                        |                                             |
| やめ～！ | 228                 | 232                                        |                                             |
| ゆきんこさ～ん、ごめんね？                                                                                                   | 30                  | 32                                         | 謝罪                                        |
| ゆきんこさん、大好き！ | 24                  | 28                                         | 告白                                        |
| ゆきんこ・りえしょん、こんばんは。                                                                                           | 122                 | 124                                        |                                             |
| ゆきんこさんってダイレンジャーだったの？                                                                                     | 161                 | 164                                        |                                             |
| 良い子良い子良い子～！ | 公開録音1箱めの前説 | ラジオCD 5カゴめ （公開録音1箱めで初披露） | 前説はラジオCD 5カゴめ初回盤特典に収録      |
| よっ！絶好調～！！ | 79                  | 85                                         | 気分が高揚                                  |
| よっ！でも、人間の温かみ！                                                                                                   | 53                  | 54                                         | ゆきんこに対する合いの手                    |
| 寄り添って考えたいよね？ | 98                  | 105（公開録音1箱めで初披露）               |                                             |
| ら行 |                     |                                            |                                             |
| 来週です | 138                 | 146                                        |                                             |
| りえしょん | 72                  | 75                                         |                                             |
| りえしょん！ | 228                 | 231                                        |                                             |
| りえしょんアトムだから | 148                 | 153（公開録音2箱めで初披露）               | ろぼっとアトムでアトムを演じた              |
| りえしょん頑張る～！ |                     | 28                                         | やる気満々                                  |
| りえしょんこと、村川梨衣で～す！                                                                                             | 53                  | 89                                         | 自己紹介ショートバージョン                  |
| りえしょん真剣だよー！ | 19                  | 21                                         | 主張                                        |
| りえしょん、なんにもいいところないかなー？                                                                                   | 23                  | 24                                         | 落胆                                        |
| りえしょん、堀江さんにちょっと感性似てるのかも？                                                                             |                     | 28                                         |                                             |
| （りえしょんロボ 起動音） |                     | 24                                         | 機械的な起動効果音                          |
| 6！ | 37                  | 41                                         |                                             |
| ロボ | 228                 | 231                                        |                                             |
| ロボ頑張る | 216                 | 218                                        |                                             |
| ロボのラジオ | 228                 | 231                                        |                                             |
| わ行 |                     |                                            |                                             |
| わー！ | 16                  | 19                                         | 掛け声・わ～い                              |
| 分かるっ！ | 198                 | 201                                        | 納得                                        |
| わかんない！ | 19                  | 21                                         | 都合の悪いことは忘れる                      |
| わかんないね | 159                 | 164                                        |                                             |
| 忘れちゃった | 33                  | 34                                         | テヘッ！                                    |
| 私メロン食べたい | 72                  | 75                                         |                                             |
| んー…コラッ。 | 109                 | 121                                        |                                             |
| んまーー… | 23                  | 24                                         | 考え中                                      |

## ゲスト
- 第14回（2014年7月4日） - SCREEN mode
- 第77回（2015年9月17日） - たかはし智秋
- 第149回（2017年2月2日） - 原由実
- 第195回（2017年12月21日） - angela

## エピソード
- タイトル名の由来は、パーソナリティ2人それぞれの愛称と、村川のいちごへの拘り（いちご＝可愛い、女の子らしい）による。
- 番組の愛称は、番組名を略した「ゆきりえ」「ゆりいちご」「ちまみれ」などの案がリスナーから送られたが決まらず、各々が好きに呼んでいいとのこと。ラジオネームを「ちまみれネーム」にしたり、「ちまみれは～」といった挨拶をしたりするリスナーに対しては、そのワードが番組にそぐわないと感じる村川を中心にリアクションするのが定番となっている。twitterでのハッシュタグは「#いちごまみれ」。

2014年
- 第9回放送では村川の誕生日を祝った。特別コーナー「2人で仲良くいちごのケーキを食べよう ゆきんこりえしょんの共通点探し特別篇」が行われ、最後のチャレンジを達成したことにより、番組が用意したキルフェボン製のいちごのタルトを食べる事が出来た。
- 第10回放送は、五十嵐・村川の2人とも喉の調子が悪かったために通常コーナーは行わず、リスナーからのお便り紹介と楽曲（「アスイロ」、「Won(*3*)Chu KissMe」）を流すラジオ構成となった。この回での、か細い声の五十嵐・村川は、リスナーからそれぞれ「よわんこ」「じゃくしょん」と呼称された。ちなみに、第14回放送では作家の喉の調子が悪かったという。
- 第10回放送にて、番組公式サイトが出来た事を発表した。サイトにアクセスするとトップ画面が表示され、番組冒頭と同じジングルが流れて五十嵐と村川の音声で番組コールされるが、その一連の流れの10数秒の間はサイト本編への入口が出現しない仕様となっており、扱いづらいものとなっていた。後にこの仕様は改善された。
- 第16回放送にて、村川のキャッチフレーズが堀江由衣のものと酷似していると指摘された事を明かし、代案を募集。第18回放送にて色々な案が紹介されたが、twitterなどで「変えないでほしい」という声が多かった為、第20回放送にて元に戻した。
- 第37回放送では五十嵐の誕生日を祝して、番組からケーキがプレゼントされた。村川自身が考えた甘いセリフを五十嵐に囁き、五十嵐がデレたら村川もケーキを食べることが出来る特別コーナー「おしえて♪萌え萌えテンプレート りえしょんの甘々ゼリフプレゼント大作戦」が行われ、5回のチャレンジ全て成功させた。この特別コーナーを雛形として、新コーナー「ゆきんこさん、ごめんね」が第59回放送から始まった。

2015年
- 1月9日深夜、当番組の次に放送された『ロンハールーム』生放送回にて、生放送前に当番組を聴いていたパーソナリティの石川英郎と諏訪部順一が、りえしょんロボに興味を持ち、石川の音声を元にした「ひでしょんロボ」がスタッフによって即興で製作された。
- 第54回放送は、村川の喉の調子が悪かったため声は出さず、マラカス・タンバリン等の打楽器音で対応した。五十嵐の会話の相手は放送全般を通してりえしょんロボが務めた。
- 第62回放送では「りえしょん おたんしょんび回」と称して村川の誕生日を祝った。特別コーナー「大好物のうなぎを懸けて りえしょん好きなところクイズ」が行われ、村川が3問中2問正解し、うなぎを2口食べることが出来た（その後、全部食べることが出来た）。放送終了直前、五十嵐からいちご（スカイベリー）4パックがプレゼントされた。
- 第90回放送では五十嵐の誕生日を祝った。番組からモロゾフ製のプリンとブルガリ製のチョコレートがプレゼントされた。第91回放送でのコーナー「ゆきんこさん、ごめんね」では、五十嵐がにやにやすると科されるペナルティが誕生日ということで特別に免除（フリーにやにや）され、6回のチャレンジで7にやにやを記録し、コーナーを思う存分に堪能した。

2016年
- 放送開始以来スポンサーのない状態であったが、2月4日放送分（第97回）より駿河屋がスポンサーにつくこととなり、番組内で流れるCMにも五十嵐、村川の2人が出演している[1]。同年5月26日放送分（第113回）でスポンサー契約が満了となった。
- 第114回放送では村川の誕生日を祝った。特別コーナー「スイートな しょんクイズ」が行われ、村川が3問中3問正解し、いちごのケーキを3回食べることが出来た。
- 8月18日の第125回放送にて初めて、番組独自の「チャー」「チャラ」といったワードが使われた。ラジオCDなどの通販予約は、いつも番組の放送がある23:30から開始されている。さらに、番組は「チャーラ♪チャーラ♪チャーチャン♪」というメロディのBGMから始まるので、その音を合図にすぐさま商品を予約することを「チャー（チャラ）する」と呼ぶようになった。
  - 用例:「チャーしてくださいね」、「チャラできましたか？」、「（放送前に）チャー待機」、「開幕チャー」、「（通販の在庫）復活チャー」、「追いチャー（復活した在庫を購入）」など
- 第140回放送にて、村川の公式Twitterでの1万回目のツイートを記念した企画「りえしょんの二択ワールド（村川が出題する独自の二択問題に挑んでいく企画）」が話題となり、当放送回でも行われることになった。第141回放送でのコーナー「怪盗ゆきんこと名探偵りえしょん」においても、二択ワールドでの勝負を行った。
- 第143回放送では五十嵐の誕生日を祝った。特別コーナー「ゆきんことりえしょんプリンゲット大作戦」が行われ、五十嵐が4問中1問正解し、原宿はちみつプリンを食べることが出来た。

2017年
- 3年近く番組開始前に収録したジングルのみを使っていたが、公開録音2箱めにてリスナーと一緒に新しいジングルを収録。153回放送にてめでたくオンエアされた。
- 第178回と第179回放送にて、五十嵐の母親が京都出身の台湾ハーフ、つまり五十嵐裕美は台湾クォーターであることが話題になり、その流れで「ゆきんこ検定」のコーナーが作られた。

2018年
- 3月29日の第209回放送にて、佐藤淳プロデューサーが本社に転勤することが発表された。後任のプロデューサーが番組を見学していた際には、「チャラって何ですか？」という当然の質問をされたとのこと。

2020年
- 9月13日20:00よりニコニコ生放送にて有料動画配信を行った。

2021年
- 9月18日15:00よりニコニコ生放送にて生配信特番を行った。

2022年
- 9月10日17:00より「ゆきんこ・りえしょんのいちごまみれだよ～ ～おしまい～」のタイトルで、番組最後となる生配信を行った。

## 公開イベント
「ゆきんこ・りえしょんのいちごまみれだよ～」CDお渡し会
- 開催日 - 2015年3月22日
- 会場 - 東京ビッグサイト AnimeJapan 2015会場内 アニたまSHOPブースにて
- 出演 - 五十嵐裕美、村川梨衣

アニたま三国志「まよなかもじゃまみれだよ〜」
- アニたまどっとコム内の3番組による合同公開録音
- 開催日 - 2015年9月26日
- 会場 - 神戸市若松公園「鉄人広場」KOBEぽっぷカルチャーフェスティバル特設ステージ
- 出演 - 山本希望（『まよなかデリバリー』より）、利根健太朗（『もじゃ先輩とさくら君』より）、五十嵐裕美（『ゆきんこ・りえしょんのいちごまみれだよ〜』より）
- 音源放送 - 2015年10月3日 24:00 - 24:30 ラジオ関西アニたまどっとこむ内にて

ゆきんこ・りえしょんのいちごまみれだよ〜 公開録音1箱め in 神戸国際会議場
- 開催日 - 2016年2月14日
- 会場 - 神戸国際会議場
- 出演 - 五十嵐裕美、村川梨衣
- 音源放送 - 第99回（2016年2月18日）、第100回（2月25日）

ゆきんこ・りえしょんのいちごまみれだよ〜 公開録音2箱め in イオ
- 開催日 - 2017年2月12日
- 会場 - 六甲アイランド KFMホール・イオ
- 出演 - 五十嵐裕美、村川梨衣
- 音源放送 - 第151回（2017年2月16日）、第152回（2月23日）

『ゆきんこ・りえしょんのいちごまみれだよ～』公開録音
- ラジオ関西まつり～ハーバーボンバー2017～にて
- 開催日 - 2017年10月8日
- 会場 - 神戸ハーバーランド 高浜岸壁
- 出演 - 五十嵐裕美、村川梨衣
- 音源放送 - 第185回（2017年10月12日）、第186回（10月19日）

ゆきんこ・りえしょんのいちごまみれだよ〜 公開録音3箱め in イオ
- 開催日 - 2018年2月11日
- 会場 - 六甲アイランド KFMホール・イオ
- 出演 - 五十嵐裕美、村川梨衣
- 音源放送 - 第203回（2018年2月15日）、第204回（2月22日）

## 関連商品

### CD
アニたまパーソナリティ ハッピーディスク
- 2014年8月1日 - 8月31日の期間限定で、アニたまSHOP通販特典として配布。
- 番組の魅力を伝えるミニトークを収めた特典CDで、アニたまどっとコムの13番組が参加。

ゆきんこ・りえしょんのいちごまみれだよ〜 ラジオCD 1カゴめ
- 2014年12月28日先行発売、2015年1月20日一般発売
- 新規収録（ゲスト：小松未可子）+ 過去放送 第1回 - 第26回（2014年4月 - 9月 放送回）
- 初回限定盤にはボーナストラックの特典付き

ゆきんこ・りえしょんのいちごまみれだよ〜 ラジオCD 2カゴめ
- 2015年3月21日先行発売、4月21日一般発売
- 新規収録 （いちご狩りロケ） + 過去放送 第27回 - 第48回（2014年10月 - 2015年2月 放送回）
- 初回限定盤にはボーナストラックの特典付き

ゆきんこ・りえしょんのいちごまみれだよ〜 ラジオCD 3カゴめ
- 2015年10月11日先行発売、10月30日一般発売
- 新規収録（ゲスト：佐藤利奈） + 過去放送 第49回 - 第74回（2015年3月 - 8月 放送回）
- 初回限定盤にはボーナストラックの特典付き

ゆきんこ・りえしょんのいちごまみれだよ〜 番外編 1パックめ
- 2015年12月29日発売
- 新規収録をしたCD（萌えテン番外編など）
- 初回限定盤にはボーナストラックの特典と2016年2月開催の公開録音の招待券付き

ゆきんこ・りえしょんのいちごまみれだよ〜 ラジオCD 4カゴめ
- 2016年2月14日先行発売、3月26日一般発売
- 新規収録（ゲスト：戸田めぐみ） + 過去放送 第75回 - 第96回（2015年9月 - 2016年1月 放送回）
- 初回限定盤にはボーナストラックの特典付き

ゆきんこ・りえしょんのいちごまみれだよ〜 ラジオCD 5カゴめ
- 2016年8月12日先行発売、9月1日一般発売
- 新規収録 （料理企画）+ 過去放送 第97回 - 第118回（2016年2月 - 6月 放送回）
- 初回限定盤にはボーナストラックの特典付き（「ゆきんこ・りえしょんのおまけトークだよ〜」「公開録音の前説」）

ゆきんこ・りえしょんのいちごまみれだよ〜 番外編 2パックめ
- 2016年12月29日発売
- 新規収録をしたCD（怪盗などをゲストとして呼んでのトークなど）
- 初回限定盤にはボーナストラックの特典と2017年2月開催の公開録音の招待券付き

ゆきんこ・りえしょんのいちごまみれだよ〜 ラジオCD 6カゴめ
- 2017年2月12日先行発売、3月23日一般発売
- 新規収録（ゲスト：高森奈津美）+ 過去放送 第119回 - 第144回（2016年7月 - 12月 放送回）
- 初回限定盤にはボーナストラックの特典付き

ゆきんこ・りえしょんのいちごまみれだよ〜 ラジオCD 7カゴめ
- 2017年10月8日先行発売、11月7日一般発売
- 新規収録（ラジオ関西クイズ、出来事クイズスペシャル）+ 過去放送 第145回 - 第170回（2017年1月 - 6月 放送回）
- 初回限定盤にはボーナストラックの特典付き

ゆきんこ・りえしょんのいちごまみれだよ〜 番外編 3パックめ
- 2017年12月29日発売
- 新規収録をしたCD（グッズ会議など）
- 初回限定盤にはボーナストラックの特典と2018年2月開催の公開録音の招待券付き

ゆきんこ・りえしょんのいちごまみれだよ〜 ラジオCD 8カゴめ
- 2018年2月11日先行発売、3月15日一般発売
- 新規収録（焼き肉ロケ）+ 過去放送 第171回 - 第196回（2017年7月 - 12月 放送回）
- 初回限定盤にはボーナストラックの特典付き

### Mカード
ゆきんこ・りえしょんのいちごまみれだよ～Ｍカード特別編 ぱんだ・うさぎ
- 2017年8月8日発売
- スペシャルトークの音声をダウンロードできるMカード
- 番組振り返り、エチュードで最新用語予想クイズ
- カード表面の写真が2種あり、コーナー部分のトーク内容も一部異なる。

### 書籍
- 2014年12月3日 - 声優ラジオの時間 アンコール / 「中身はなくても笑顔になれる」グラビア&インタビュー P102〜P109

### グッズ
写真などの詳細は、通販サイトにて
| 先行発売日 発売日           | グッズ名                                                                                              |
| --------------------------- | --- |
| 2016年2月14日 2016年3月26日 | ゆきんこ・りえしょんのいちごまみれだよ〜ラバーストラップ                                              |
| 2016年2月14日 2016年3月26日 | ゆきんこ・りえしょんのいちごまみれだよ〜Tシャツ（赤色）                                               |
| 2016年2月14日 2016年3月26日 | ゆきんこ・りえしょんのいちごまみれだよ〜トートバッグ（アイボリー）                                    |
| 2016年2月14日 2016年3月26日 | ゆきんこ・りえしょんのいちごまみれだよ〜マフラータオル                                                |
| 2017年2月12日 2017年3月23日 | いちごまみれ2017ラバーストラップ（怪盗ゆきんこ＆名探偵りえしょん）                                    |
| 2017年2月12日 2017年3月23日 | いちごまみれ2017Tシャツ（青色でハイビスカス要素も有り。通販取り扱いは無し）                           |
| 2017年2月12日 2017年3月23日 | いちごまみれ2017マイクロファイバースポーツタオル（怪盗ゆきんこ＆名探偵りえしょん アナザーカラーver.） |
| 2017年9月25日               | ゆきんこ・りえしょんのいちごまみれだよ〜グリーンＴシャツ                                              |
| 2017年10月8日 2017年11月7日 | アクリルキーホルダー（ぱんだの着ぐるみゆきんこ＆うさぎの着ぐるみりえしょん）                          |
| 2017年10月8日 2017年11月7日 | マイクロファイバータオル（上記の着ぐるみ柄）                                                          |
| 2017年10月8日 2017年11月7日 | マイクロファイバーポーチ（同上）                                                                      |
| 2017年12月29日              | ゆきんこ・りえしょんのいちごまみれだよ〜ロングＴシャツ（濃紺）                                        |
| 2018年2月11日 2018年3月15日 | いちごまみれ2018腕章                                                                                  |
| 2018年2月11日 2018年3月15日 | いちごまみれ2018タペストリー                                                                          |
| 2018年2月11日 2018年3月15日 | いちごまみれ2018アクリルキーホルダー                                                                  |
| 2018年2月11日 2018年3月15日 | いちごまみれ2018トートバッグ（スカイブルー）                                                          |